# Meseta de Jos
La meseta de Jos es una pequeña meseta del África central localizada en Nigeria. Cubre 7.770 km². Con una altitud media de 1.280 m s. n. m. y máxima de 2010 m s. n. m., es la única región de Nigeria con clima templado.
Los principales ríos que nacen en esta meseta son el Kaduna (550 km), el Gongola (531 km), el Yobe (1.200 km) y el Hadejia.

## Historia
En el siglo XIX, la meseta de Jos era un refugio para las poblaciones que huían de la yihad de los fulanis en el norte de Nigeria.
Tras la colonización británica, la meseta de Jos se convirtió en uno de los destinos turísticos más importantes de Nigeria, pero la actividad turística ha decaído en el siglo XXI debido a los conflictos entre cristianos y musulmanes.

## Geología
La meseta de Jos es de naturaleza granítica, con varios volcanes extintos ricos en estaño. Durante los años 1960, la minería del estaño se extendió en la región, lo que provocó daños en el paisaje. 